# Domenico Cunego

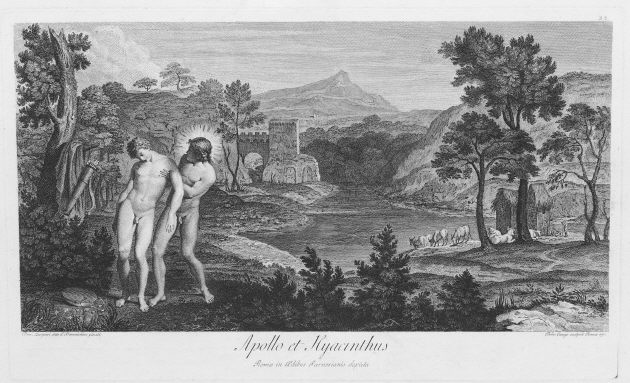
Apolo y Jacinto, grabado de Cunego de 1771 copiando un cuadro de Domenichino. Ejemplar conservado en la Biblioteca de la Universidad Complutense de Madrid.

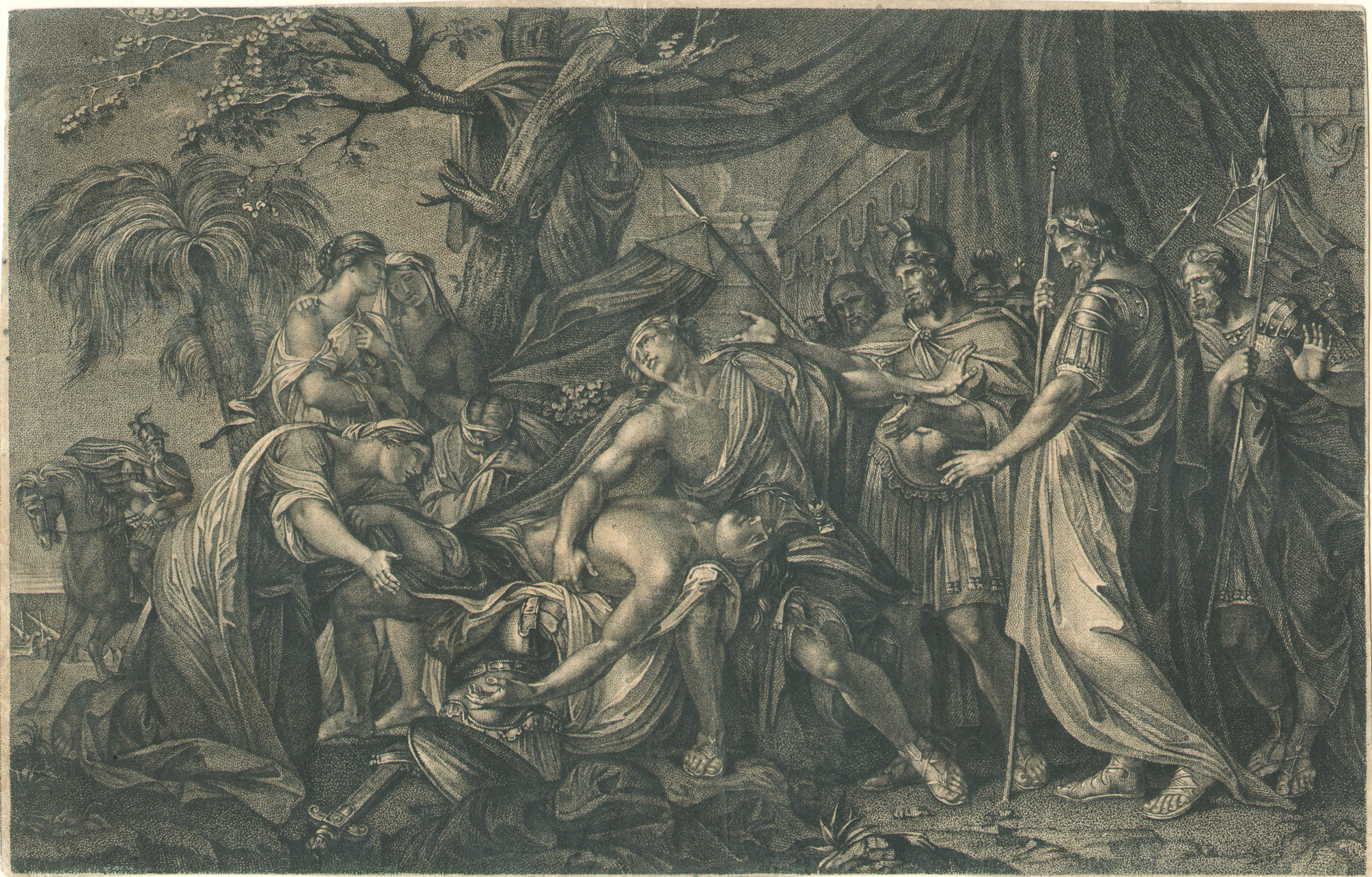
Aquiles lamenta la muerte de Patroclo, 1764, aguafuerte

Domenico Cunego (Verona, 1724 o 1725-Roma, 8 de enero de 1803) fue un grabador italiano. 
Se formó con un pintor apenas conocido, Francesco Ferrari, y de hecho inició su carrera como pintor, pero no se han identificado óleos suyos. A los 18 años de edad se volcó en el grabado, tal vez como autodidacta, y así alcanzó la fama. Prestó especial atención a las texturas y, para plasmarlas con mayor fidelidad, combinó las técnicas del buril y el aguafuerte, siendo uno de los primeros grabadores que lo hicieron.
Sus grabados más conocidos e influyentes fueron los que hizo reproduciendo los frescos de Miguel Ángel en la Capilla Sixtina. Estas imágenes fueron publicadas en el libro de Gavin Hamilton Schola Italica Picturae (1773) y fueron una fuente muy útil para los artistas de la época.
Reprodujo pinturas de viejos maestros como Rafael, Tiziano, Agostino Carracci, Domenichino y Guercino, así como de colegas de su época como Antonio Balestra, Francesco Solimena y Felice Boscaratti. También grabó composiciones de artistas británicos relacionados con los nobles que visitaban Italia durante el tradicional Grand Tour. Entre estos artistas se cuentan Gavin Hamilton, de quien Cunego grabó seis cuadros con el tema de la Ilíada, y David Allan, de quien grabó su Origen de la pintura (Edimburgo, National Gallery of Scotland) tabla que se hizo popular gracias al grabado de Cunego.
En 1781 abrió un grabado a partir del Pasmo de Sicilia, famoso cuadro de Rafael ahora en el Museo del Prado y que en aquella época se hallaba en el Palacio Real de Madrid. En ese mismo año, reprodujo también un retrato de José Nicolás de Azara, diplomático y mecenas español, que había sido pintado por Mengs.
Fue un artista de fama internacional. Grabó por encargo efigies de la familia real de Prusia, y viajó a Londres para producir grabados con destino a la conocida imprenta Boydell. 
Dos hijos de Domenico Cunego, Luigi y Giuseppe, también fueron grabadores.

## Otras obras relevantes
- Ilustraciones para un catálogo en tres volúmenes de la colección numismática de Giacomo Muselli. Trabajo en colaboración con Dionigi Valesi.
- Vistas de Verona, según dibujos de T. Majeroni (década de 1750)
- Santo Tomás de Villanueva (1757), grabado según una pintura de Antonio Balestra
- Algunos de los grabados del libro de Robert Adam, Ruinas del palacio del emperador Diocleciano en Spalatro, Dalmacia (1764)
- Retrato de Clarisa Strozzi, según un cuadro de Tiziano